# Ad Dekkers

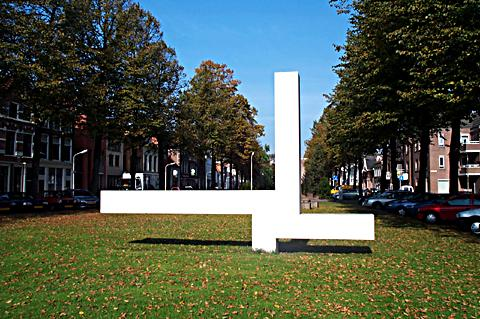
Nachbildung eines Beton-Objekts von Ad Dekkers (1974/2005)

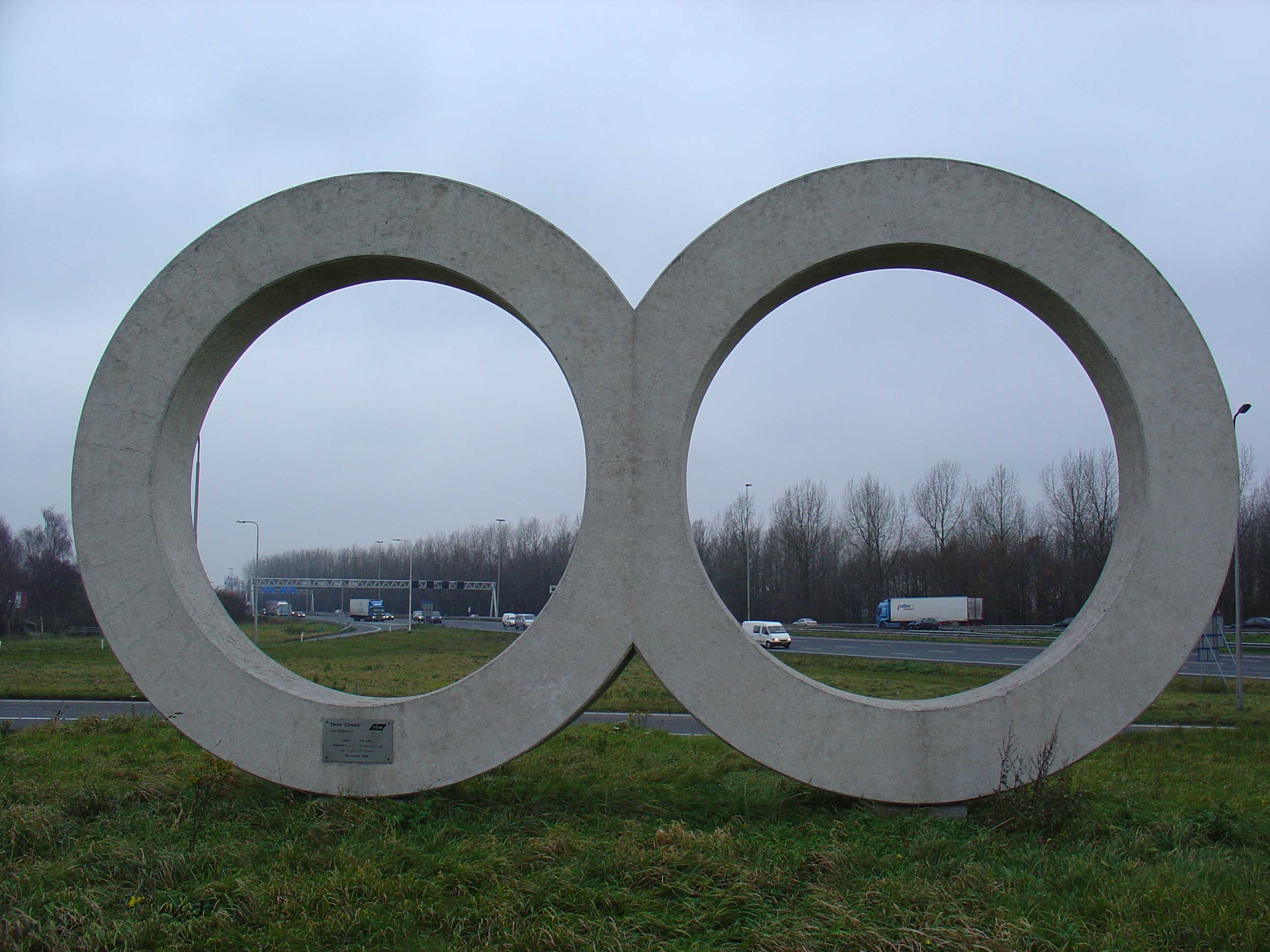
„Zwei Kreise“ von Ad Dekkers an der niederländischen A12 Richtung Gouda

Adriaan (Ad) Dekkers (* 21. März 1938 in Nieuwpoort, Niederlande; † 27. Februar 1974 in Gorinchem, Niederlande) war ein niederländischer Bildhauer und Reliefkünstler.

## Leben
Ad Dekkers studierte von 1954 bis 1958 an der Akademie für Bildende Künste und Technische Wissenschaften in Rotterdam.
Dekkers war Vertreter der beeldend denken uit '60 (Deutsch visuell denken der 60er). Seine Kunst basiert auf den Grundlehren von De Stijl und Bauhaus, er benutzte aber seine eigenen Farben und seine spezielle Materialwahl. In den 1960er und 1970er Jahren lebte und arbeitete er in Gorinchem und in Rotterdam.

## Werk
Dekkers Kunststil ist stark von Piet Mondrian beeinflusst. Während er in den Jahren 1959 bis 1963 noch mit asymmetrischen Formen arbeitete, entwickelte er bei bildhauerischen Arbeiten eine symmetrische Formensprache. Sein künstlerisches Konzept veröffentlichte er 1973 unter dem Titel Untitled Statement in Flash Art, erneut abgedruckt 1996.
Viele seiner Werke waren so genannte Entwicklungsstufen, reliefartige Objekte, größtenteils aus Polyester, basierend auf den geometrischen Grundfiguren, zum Beispiel „Quadrat zum Kreis“, „Kreis zum Quadrat“ oder „Doppelquadrat mit Querlinie“.
Seine ersten Einzelausstellungen hatte er 1966 im Stedelijk Museum in Amsterdam und in der Galerie Swart, ebenfalls in Amsterdam. Seine Kunst bekam internationale Aufmerksamkeit. Er war auf der Biennale Christlicher Kunst 1966 in Salzburg, bei „Weiß auf Weiß“ im selben Jahr in der Kunsthalle Bern und 1967 auf der Expo in Montreal und der Biennale von São Paulo vertreten. Mit fünf seiner Entwicklungsstufen war er Teilnehmer der 4. documenta 1968 in Kassel. In den 1970er Jahren war er an dem Bildhauer-Symposion Gorinchem beteiligt. Das Stedelijk Museum in Amsterdam widmete ihm 1998 eine retrospektive Ausstellung, 2009 das Gorcums Museum.